# Republic Nashville
Republic Nashville là một hãng thu âm thành lập năm 2009 bởi Universal Republic ở New York và Big Machine Records ở Nashville, Tennessee. Trụ sở của nó đặt tại khu vực Music Row ở Nashville, Tennessee.

## Các nghệ sĩ
- The Band Perry
- Eli Young Band
- Jaron and the Long Road to Love
- Martina McBride
- SHEL
- Sunny Sweeney

## Các nghệ sĩ cũ
- Fast Ryde